# Карбендейл (Пенсільванія)
Карбендейл (англ. Carbondale) — місто (англ. city) в США, в окрузі Лекаванна штату Пенсільванія. Населення — 8828 осіб (2020).

## Географія
Карбендейл розташований за координатами 41°34′17″ пн. ш. 75°30′17″ зх. д. / 41.57139° пн. ш. 75.50472° зх. д. (41.571373, -75.504778).  За даними Бюро перепису населення США в 2010 році місто мало площу 8,40 км², уся площа — суходіл.

## Демографія
Згідно з переписом 2010 року, у місті мешкала 8891 особа в 3734 домогосподарствах у складі 2234 родин. Густота населення становила 1059 осіб/км².  Було 4144 помешкання (493/км²).
Расовий склад населення:
| - 96,3 % — білих - 1,0 % — чорних або афроамериканців - 0,4 % — азіатів - 0,2 % — корінних американців |

До двох чи більше рас належало 1,5 %. Частка іспаномовних становила 3,1 % від усіх жителів.
За віковим діапазоном населення розподілялося таким чином: 23,1 % — особи молодші 18 років, 57,3 % — особи у віці 18—64 років, 19,6 % — особи у віці 65 років та старші. Медіана віку мешканця становила 40,9 року. На 100 осіб жіночої статі у місті припадало 88,5 чоловіків;  на 100 жінок у віці від 18 років та старших — 84,0 чоловіків також старших 18 років.
Середній дохід на одне домашнє господарство  становив 47 095 доларів США (медіана — 32 443), а середній дохід на одну сім'ю — 56 279 доларів (медіана — 45 082). Медіана доходів становила 41 358 доларів для чоловіків та 29 756 доларів для жінок. За межею бідності перебувало 22,4 % осіб, у тому числі 40,9 % дітей у віці до 18 років та 15,1 % осіб у віці 65 років та старших.
Цивільне працевлаштоване населення становило 3510 осіб. Основні галузі зайнятості: освіта, охорона здоров'я та соціальна допомога — 25,2 %, виробництво — 14,2 %, роздрібна торгівля — 10,1 %, публічна адміністрація — 10,0 %.